# Michail Tsjemjakin
Michail Michailovitsj Tsjemjakin (Russisch: Михаи́л Михайлович Шемя́кин), of Mihail Chemiakin (Moskou, 4 mei 1943) is een Russisch beeldhouwer, schilder, decorbouwer en publicist, en een controversieel vertegenwoordiger van de non-conformistische kunststroming De Groep van Sint-Petersburg.

## Biografie
Tsjemjakin werd geboren in het gezin van een militair. Zijn vader, Michail Petrovitsj Tsjemjakin was een Kabardijn uit de Noordelijke Kaukasus, en heette oorspronkelijk Michail Kardanov. Hij had echter zijn ouders verloren en was geadopteerd door een vriend van zijn vader, Pjotr Tsjemjakin, een officier uit het Witte Leger, en nam diens familienaam over. Michail Petrovitsj Tsjemjakin werd zelf een officier in het Rode Leger, en was een van de eersten die de Orde van de Rode Banier ontving.
Omdat zijn vader in Oost-Duitsland gelegerd was, bracht Michail Tsjemjakin zijn jeugd daar door. In 1957 keerde het gezin terug naar de Sovjet-Unie. Tsjemjakin deed zijn middelbare studies aan het Ilja Repin Instituut voor Schilderkunst, Beeldhouwkunst en Architectuur - nu de Russische Academie voor Schone Kunsten -  in Leningrad. Hij had het echter moeilijk om zich aan te passen, en in 1961 werd hij gedwongen tot een psychiatrische behandeling om te "genezen van de neiging om zich niet te conformeren met de Sovjet-normen".

## Loopbaan
Na een gedwongen verblijf van drie jaar in de psychiatrie begon Tsjemjakin als galerij-assistent te werken in het Hermitage Museum in Sint-Petersburg. Aan deze betrekking kwam een einde toen hij in 1964, samen met enkele collega’s, een tentoonstelling had georganiseerd. De officiële naam van de tentoonstelling was Tentoonstelling van kunstenaar-arbeiders van het economisch deel van de Hermitage: Naar de 200ste verjaardag van de Hermitage. Er werd werk tentoongesteld van Tsjemiakin zelf, en van Volodimir  Kravchenko, Vladimir Oefljand, Vladimir Ovtsjinnikov en Oleg Liagatsjev. De tentoonstelling werd geopend op 30 maart 1964, maar werd op 1 april door de autoriteiten weer gesloten. Michail Artamonov, de directeur van het museum, werd ontslagen en alle medewerkers aan de tentoonstelling werden weggestuurd .
In 1967 schreef Tsjemjakin samen met de filosoof Vladimir Ivanov het traktaat Metafysisch Synthetisisme,  waarin hij zijn artistieke principes uiteenzette. In datzelfde jaar schreven ze ook, samen met Oleg Liagatsjev en Jevgeni Jesaulenko het Manifest van de Groep van Sint-Petersburg. De Groep van Sint-Petersburg werd een van de belangrijke bewegingen van de non-conformisten in de Sovjet-Unie.
In 1971 werd Tsjemjakin  uit de Sovjet-Unie verbannen omdat hij zich niet kon conformeren aan de normen van het  Socialistisch realisme, de officiële en ook in de praktijk toonaangevende kunst- en literatuurstroming in de Sovjet-Unie.
Eerst vestigde hij zich in Parijs, waar hij Apollon-77 publiceerde, een almanak met post-Stalinistische kunst, poëzie en fotografie. In 1981 verhuisde hij naar de Verenigde Staten, waar hij eerst in New York, en nadien in Claverack, Columbia County, woonde. Tijdens zijn verblijf in de Verenigde Staten richtte hij in Hudson het Instituut voor filosofie en psychologie van de creativiteit op. In 1989, na 18 jaar ballingschap, kreeg hij terug toegang tot de Sovjet-Unie.
In 2007 keerde Tsjemjakin terug naar Frankrijk, waar hij zich vestigde in de buurt van de stad Châteauroux. Hij werkt regelmatig in Sint-Petersburg.

## Werken
Het werk van Tsjemjakin bestrijkt een breed scala van kunstvormen en onderwerpen. Een van zijn bekendste werken is het monument voor de Slachtoffers van Politieke Repressie. Het werd opgericht in 1995 en bevindt zich aan de oever van de rivier Neva in Sint-Petersburg. Het werd beter bekend als de Sfinx met de halve schedel.
In 2001 creëerde hij, in opdracht van de Stad Moskou, het monument Kinderen zijn het slachtoffer van de ondeugden van volwassen, een groep van beelden in een park nabij het Kremlin in Moskou, achter de woning van de Britse ambassadeur.
Andere sculpturen van Tsjemjakin zijn een standbeeld van Peter de Grote in de Petrus-en-Paulusvesting van Sint-Petersburg, nog een standbeeld van Peter de Grote in Londen, het Monument voor de slachtoffers van het terrorisme in Vladikavkaz (Noord-Ossetië), en een standbeeld van Vladimir Vysotski in Samara.
In 2001 regisseerde en ontwierp Tsjemjakin een geheel nieuwe productie van het ballet De Notenkraker van Pjotr Iljitsj Tsjaikovski voor het Mariinsky Theater. Voor datzelfde theater creëerde hij ook een tweede ballet gebaseerd op De Magische Noot van E.T.A. Hoffmann, waarvoor hij tevens de decors en kostuums ontwierp.
In 2010 creëerde hij een nieuwe productie van het ballet Coppélia van Léo Delibes voor het Litouwse Nationale Opera en Ballet Theater.
Tsjemjakin werkte ook mee als ontwerper aan de Russische animatiefilm Hoffmaniada, gebaseerd op de verhalen van E.T.A. Hoffmann. Dit project startte in 2001, maar kon voorlopig nog niet afgewerkt worden bij gebrek aan fondsen.